# Кандидов, Павел Петрович
Па́вел Пе́трович Канди́дов (1867, Елатьма, Тамбовская губерния — 1918, Вятка) — российский государственный деятель, статский советник. Вятский и Акмолинский вице-губернатор.

## Биография
Родился в 1867 году в Елатьме Тамбовской губернии. В 1893 году, после окончания юридического факультета Московского университета, стал учителем Андрея и Михаила Львовичей Толстых и помощником С. А. Толстой по делам издания сочинений Льва Толстого. Находился в это время под влиянием взглядов Толстого.
В 1895 году уехал к матери в Елатьму, где некоторое время занимался ремесленным трудом и огородничеством.

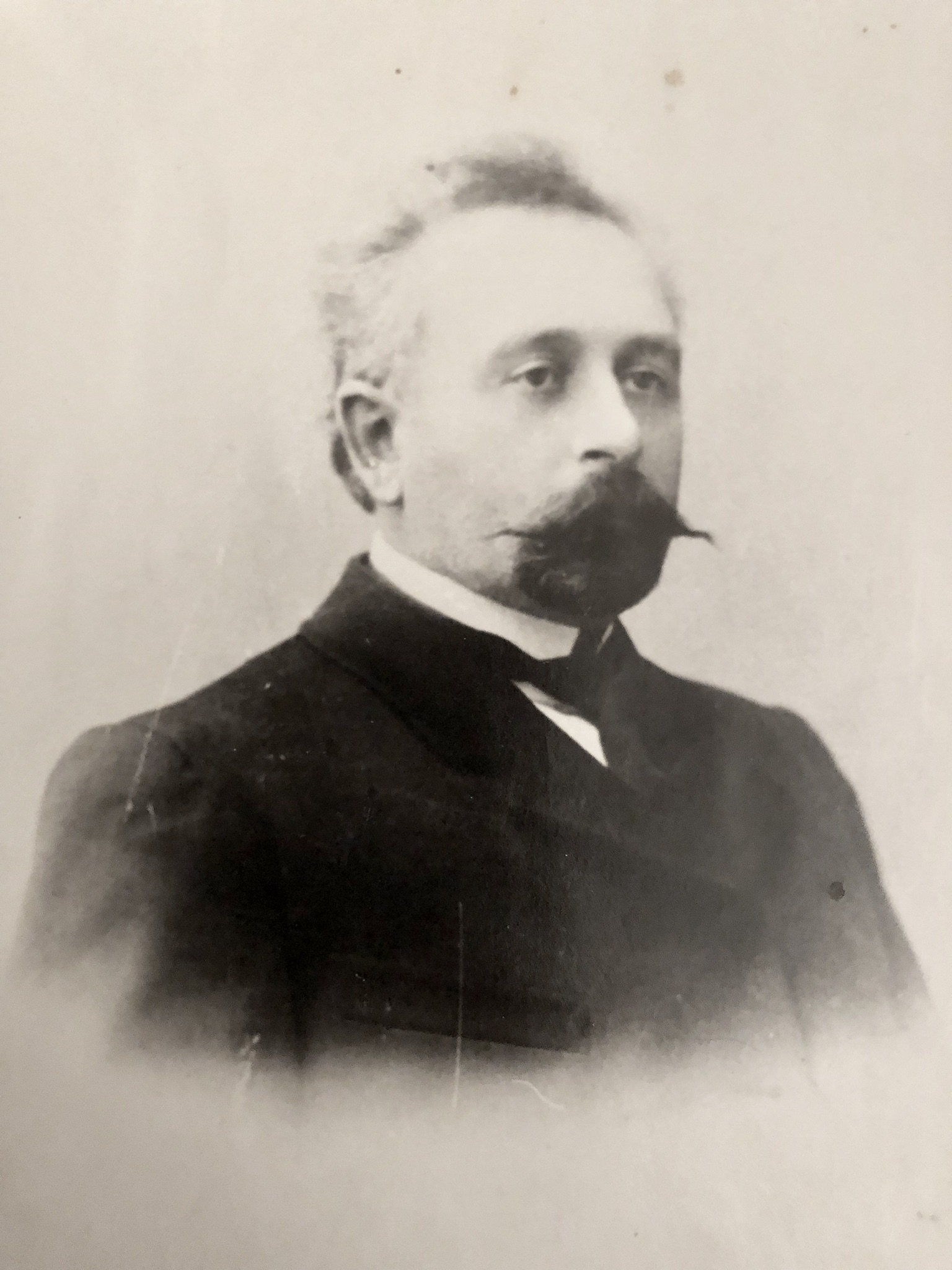
П. П. Кандидов в 1910-е гг.

На 1908 год П. П. Кандидов — непременный член Тамбовского губернского по земским и городским делам присутствия в чине коллежского асессора
В 1910—1915 годах — председатель областного правления и Акмолинский вице-губернатор; в 1911 году временно исполнял должность губернатора.
С 1915 по 1917 год был председателем губернского правления и Вятским вице-губернатором.
По данным правнука С. Ю. Зайкова, был расстрелян в 1918 году